# Tessin (bei Rostock)
Tessin ist eine Stadt im Landkreis Rostock in Mecklenburg-Vorpommern (Deutschland). Sie ist seit 1. Januar 2005 Sitz des gleichnamigen Amtes, dem weitere acht Gemeinden angehören. Von 1990 bis 2004 war die Stadt Tessin amtsfrei und Sitz des Amtes Tessin-Land für die umliegenden Gemeinden. Der Ort bildet für seine Umgebung ein Grundzentrum.

## Geografie

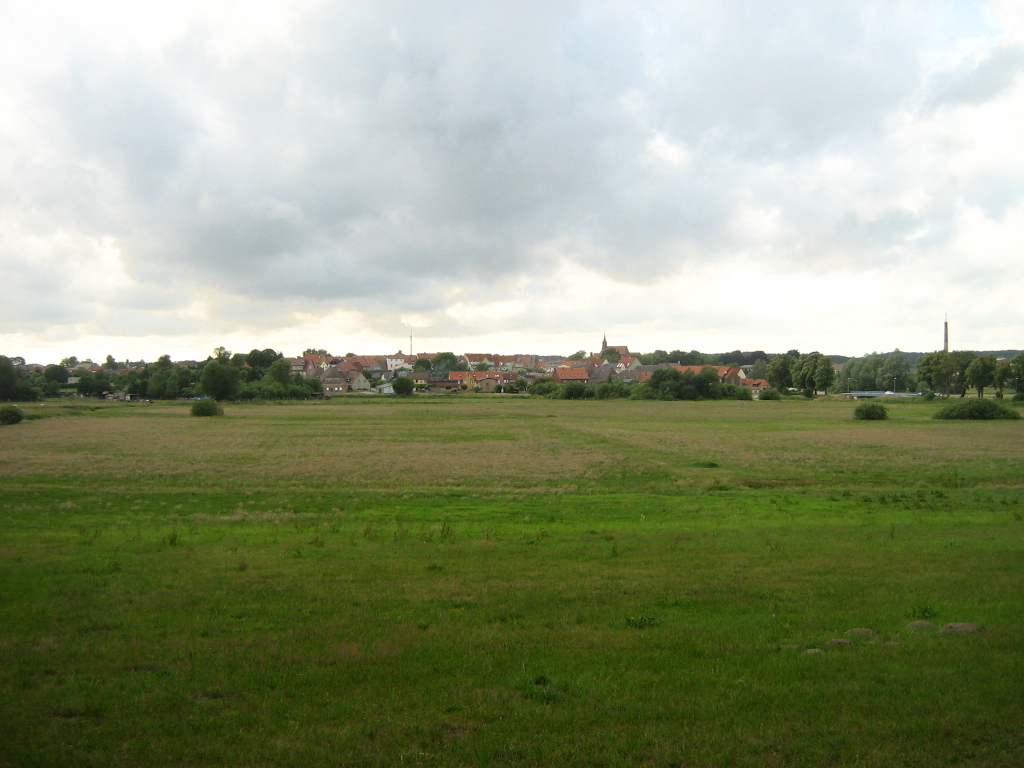
Blick über das Recknitztal nach Tessin

Die Stadt liegt am Westufer der mittleren Recknitz zwischen den Städten Rostock, Laage, Gnoien und Bad Sülze. Die obere Recknitz fließt in einem Urstromtal in nordöstliche Richtung; auf einer Länge von fast 20 km ist das Tal als Landschaftsschutzgebiet ausgewiesen.
Umgeben wird Tessin von den Nachbargemeinden Zarnewanz im Norden, Thelkow im Osten, Walkendorf im Südosten, Selpin im Süden, Cammin im Südwesten sowie Sanitz im Westen und Nordwesten.
Stadtgliederung
Das Stadtgebiet besteht aus folgenden Orten:
| - Tessin - Klein Tessin - Helmstorf - Vilz |

## Geschichte

### Name
Der altpolabische Name Těšin steht für einen Personennamen, der übersetzt Freude oder Trost bedeuten könnte. Der Name wandelte sich von Tessyn (1253) nach Tessin (nach 1400) nur unwesentlich. Ähnliche Etymologie hat die Stadt Cieszyn in Polen, die genau als Tessin im Jahre 1223 erwähnt wurde.

### Mittelalter
Als wendische Fliehburg fand der Ort 1121 erstmals Erwähnung. Zu Beginn des 13. Jahrhunderts siedelten sich deutsche Handwerker und Kaufleute an. In diese Zeit fiel auch die Errichtung der Burg, die 1253 erstmals als deutsche Burg bezeugt wurde. Ab 1323 gehörte Tessin zu Mecklenburg, nachdem kurz zuvor das Stadtrecht gewährt wurde. So wurde Tessin Landstadt in Mecklenburg und war als solche eine der Städte im Wendischen Kreis, die bis 1918 auf mecklenburgischen Landtagen der 1523 vereinten Landstände vertreten waren. 1343 wurde die Stadt als oppidum benannt. 1350 erfolgte die Weihe der St. Johanneskirche. Bis ca. 1540 hatte der mecklenburgische Vogt auf der Burg seinen Sitz.

### 16. bis 19. Jahrhundert

Flussübergang bei Tessin 1762

In den Wirren des Dreißigjährigen Krieges wurde die Stadt völlig zerstört. Nach allmählichem Wiederaufbau verwüsteten 1728 und 1741 Feuersbrünste einen Großteil des Ortes. Tessin entwickelte sich im 18. und 19. Jahrhundert zu einer typischen mecklenburgischen Landstadt. Ab dem Ende des 19. Jahrhunderts setzte mit der Industrialisierung in Deutschland auch in Tessin der wirtschaftliche Aufschwung ein. 1893 wurde eine Molkerei errichtet, und mit der Inbetriebnahme der Bahnstrecke Rostock–Tessin im Jahr 1895 folgten weitere Industrieansiedlungen des ländlichen Raumes, wie der Bau einer Zuckerfabrik im selben Jahr. Die Schmalspurbahn Tessin transportierte von 1896 bis 1963 Zuckerrüben und andere Güter. 1908 wurde eine Gasanstalt errichtet und 1912 das Krankenhaus eröffnet.

### Neuere Zeit
1935 wurde auf dem alten Markt an der Stelle des alten Rathauses ein neues Rathaus gebaut.
Tessin wurde Ende April 1945 kampflos von der Roten Armee besetzt. Ein großer Teil der Bevölkerung war in die umliegenden Wälder geflüchtet. 107 Menschen starben durch Suizid.
In der Zeit zwischen 1958 und 1975 wurden die Schule an der Camminer Chaussee, die Wohngebäude am Helmstorfer Weg, eine Konsum-Kaufhalle sowie die Wohnanlage „Am Rosengarten“ errichtet. Ende der 1980er Jahre verfiel die Altstadt von Tessin immer mehr, und wie in der DDR üblich wurde statt aufwändiger Sanierungen ein Plattenbau-Wohngebiet gebaut, um den Wohnungsbedarf zu decken.
Unweit von Tessin in einem Waldstück an der Landstraße nach Laage wurde in den 1960er Jahren ein militärisches Sperrgebiet eingerichtet. Die Nationale Volksarmee der DDR baute in den 1970er Jahren einen geheimen Bunker. Es handelte sich um den Hauptgefechtsstand (HGS) der Volksmarine der DDR für den Kriegsfall.
Nach der Wende wurde Tessin 1991 in das Städtebauförderungsprogramm aufgenommen und der historische Stadtkern  zum Sanierungsgebiet erklärt. In der Folgezeit wurden Straßen, Plätze, Häuser und öffentliche Gebäude saniert und die Baulücken in der Altstadt durch moderne Wohn- und Geschäftshäuser geschlossen. Die gesamte Infrastruktur wurde erneuert und modernisiert.
Daneben wurden seit 1990 das Gewerbegebiet Am Tannenkopp, neue Wohngebiete (Gauswisch, An der Quelle), aber auch Sozialwohnungen und altersgerechte Wohnungen gebaut. Viele Baulücken konnten geschlossen werden. Es wurden ein Seniorenzentrum errichtet und das Krankenhaus zu einer Klinik für Geriatrie umgebaut. Vielfältige Sport- und Freizeitanlagen, wie ein Freizeit- und Wellnesscenter mit Hallenbad, Minigolfanlage und Tennisplätzen, ein modernes Fußball- und Leichtathletikstadion und durch die Sanierung der „Alten Zuckerfabrik“ eine Eis- und Kletteranlage entstanden.
Von 1952 bis 1994 lag Tessin im Kreis Rostock-Land (bis 1990 im DDR-Bezirk Rostock, danach im Land Mecklenburg-Vorpommern). 1994 wurde die Stadt in den Landkreis Bad Doberan eingegliedert. Seit der Kreisgebietsreform 2011 liegt sie im Landkreis Rostock.
Seit Oktober 2021 darf Tessin den Namenszusatz „Blumenstadt“ tragen.

### Geschichte der Ortsteile
Vilz: Die romanisch/frühgotische Dorfkirche Vilz wurde 1232 geweiht und bis zum Ende des 13. Jahrhunderts fertig gebaut. Gutsbesitzer waren u. a. die Familien von Moltke (1236–1684), von Koß (bis 1855) und Generalleutnant Willy von Haeseler (um 1902–1927). Das Gutshaus stammt von 1905. Es diente von 1927 bis etwa 1964 als Schule, danach als Wohnhaus; es wurde ab 2004 saniert.

## Bevölkerung
| Jahr | Einwohner |
| ---- | --------- |
| 1990 | 3948      |
| 1995 | 4312      |
| 2000 | 4320      |
| 2005 | 4102      |
| 2010 | 3898      |
| 2015 | 3893      |

| Jahr | Einwohner |
| ---- | --------- |
| 2020 | 3997      |
| 2021 | 3926      |
| 2022 | 4012      |
| 2023 | 4019      |

Stand: 31. Dezember des jeweiligen Jahres

## Religion
- Evangelisch-Lutherische St. Johanniskirche als Stadtkirche
- Evangelisch-Freikirchliche Gemeinde (Brüdergemeinde)
- Katholische Kirche St. Bernhard[8]
- Neuapostolische Kirche[9]

## Politik

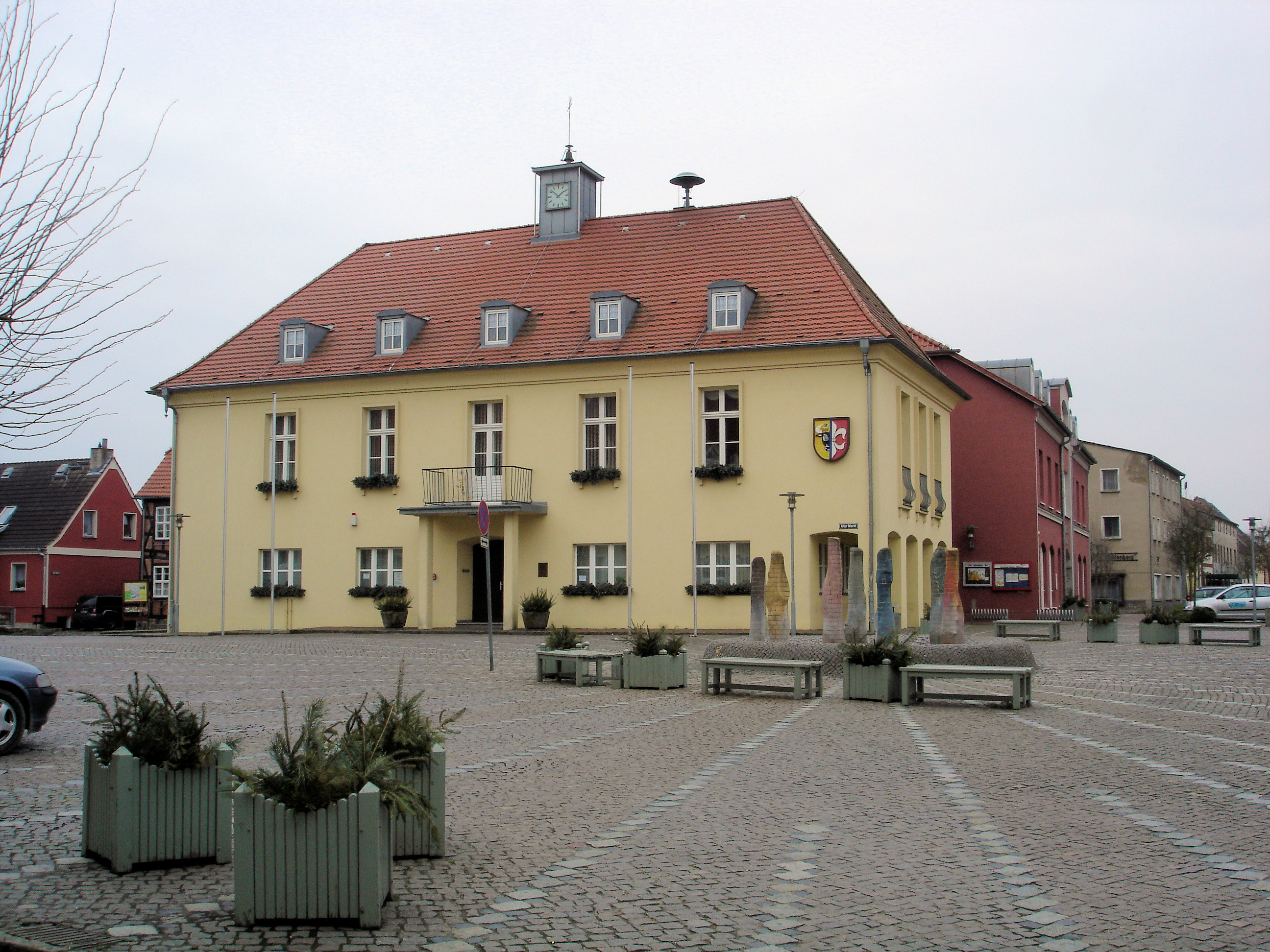
Rathaus

### Stadtvertretung
Die Stadtvertretung von Tessin besteht aus 15 Mitgliedern. Die Kommunalwahl am 9. Juni 2024 führte bei einer Wahlbeteiligung von 65,9 % zu folgendem Ergebnis:
| Partei / Wählergruppe               | Stimmenanteil 2019 | Sitze 2019 |  | Stimmenanteil 2024 | Sitze 2024 |
| ----------------------------------- | ------------------ | ---------- |  | ------------------ | ---------- |
| Bündnis für Tessin (BfT)            | 13,2 %             | 2          |  | 30,9 %             | 5          |
| CDU                                 | 49,2 %             | 7          |  | 28,0 %             | 4          |
| SPD                                 | 28,8 %             | 4          |  | 23,4 %             | 4          |
| Einzelbewerber Frank Barkow         | –                  | –          |  | 06,5 %             | 1          |
| Einzelbewerber Christian Bredemeier | –                  | –          |  | 03,9 %             | 1          |
| Einzelbewerber Stefan Jahncke       | –                  | –          |  | 03,3 %             | –          |
| Einzelbewerber Volker Eickfeldt     | 03,7 %             | 1          |  | 02,0 %             | –          |
| Einzelbewerber Jens Kerschke        | –                  | –          |  | 01,9 %             | –          |
| Einzelbewerberin Ellen Dierkes      | 03,4 %             | 1          |  | –                  | –          |
| Einzelbewerber Uwe Karl Lettow      | 01,6 %             | –          |  | –                  | –          |
| Insgesamt                           | 100 %              | 15         |  | 100 %              | 15         |

### Bürgermeister
- 1990–2016: Fred Ibold (CDU)[12]
- 2016–2023: Susanne Dräger (parteilos)
- seit 2023: Maik Ritter (SPD)

Dräger wurde in der Bürgermeisterwahl am 5. Juni 2016 mit 71,8 % der gültigen Stimmen gewählt. Bei der Bürgermeisterwahl am 23. April 2023 wurde sie, obwohl sie einzige Kandidatin war, mit 52,3 % der gültigen Stimmen abgewählt.
Die Stadtvertretung wählte bei ihrer Sitzung am 17. August 2023 mit 8:7 Stimmen Maik Ritter (SPD) für eine Amtsdauer von neun Jahren zum hauptamtlichen Bürgermeister.

### Wappen
Das Wappen wurde am 10. April 1858 durch Friedrich Franz II., Großherzog von Mecklenburg-Schwerin, festgelegt. Es ist unter der Nr. 103 der Wappenrolle von Mecklenburg-Vorpommern registriert.
| Wappen der Stadt Tessin | Blasonierung: „Gespalten durch einen blauen Pfahl; vorn in Gold ein halber hersehender, golden gekrönter schwarzer Stierkopf am Spalt mit geschlossenem Maul und silbernen Hörnern, überhöht von einem facettierten blauen Stern, hinten in Rot eine halbe silberne Lilie am Spalt.“ |
| Wappen der Stadt Tessin | Wappenbegründung: Das Wappen ist nach dem Siegelbild des S(IGILLVM) CIVITATIS TESSIN AA – als Abdruck erstmals 1364 überliefert – gestaltet und im April 1858 festgelegt worden. Es vereint zwei Symbole mit historischen Bezugslinien und ein Sinnbild mit geographischen Bezugspunkt. Während der halbe Stierkopf mit geschlossenem Maul eindeutig auf die Zugehörigkeit der Stadt zur einstigen Herrschaft Rostock verweist, könnte die halbe Lilie auf eine an der Stadtgründung und Stadtentwicklung beteiligte Adelsfamilie hindeuten. Mit dem Pfahl wird vermutlich die Recknitz symbolisiert. Die Bedeutung des aus dem Siegel übernommenen Sterns ist unbekannt. Das Wappen wurde am 10. April 1858 von Großherzog Friedrich Franz II. von Mecklenburg-Schwerin festgelegt, 1996 neu gezeichnet und unter der Nr. 103 der Wappenrolle des Landes Mecklenburg-Vorpommern registriert. |

Historisches Wappen
| Wappen der Stadt Tessin 1941–1945 | Blasonierung: „Gespalten durch einen blauen Doppelhaken; vorn in Gold ein halber hersehender, golden gekrönter schwarzer Stierkopf am Doppelhaken mit aufgerissenem Maul, silbernen Zähnen, in Spitzen abgerissenem Halsfell und schwarzen Hörnern, hinten in Rot eine halbe silberne Lilie am Doppelhaken.“      |
| Wappen der Stadt Tessin 1941–1945 | Wappenbegründung: Das Wappen unterschied sich nicht wesentlich von dem heute verwendeten; es verlor schon bald nach dem Ende des II. Weltkrieges seine Gültigkeit. Das Wappen wurde vom Heraldiker Hans Herbert Schweitzer gestaltet und am 30. Januar 1941 durch den Reichsstatthalter in Mecklenburg verliehen. |

### Flagge
Die Stadt verfügt über keine amtlich genehmigte Flagge.

### Dienstsiegel
Das Dienstsiegel zeigt das Wappen der Stadt mit der Umschrift BLUMENSTADT TESSIN • LANDKREIS ROSTOCK.

### Städtepartnerschaften
- Großhansdorf im Kreis Stormarn in Schleswig-Holstein
- Postomino (Pustamin) bei Słupsk (Stolp) in der Woiwodschaft Pommern in Polen

## Sehenswürdigkeiten

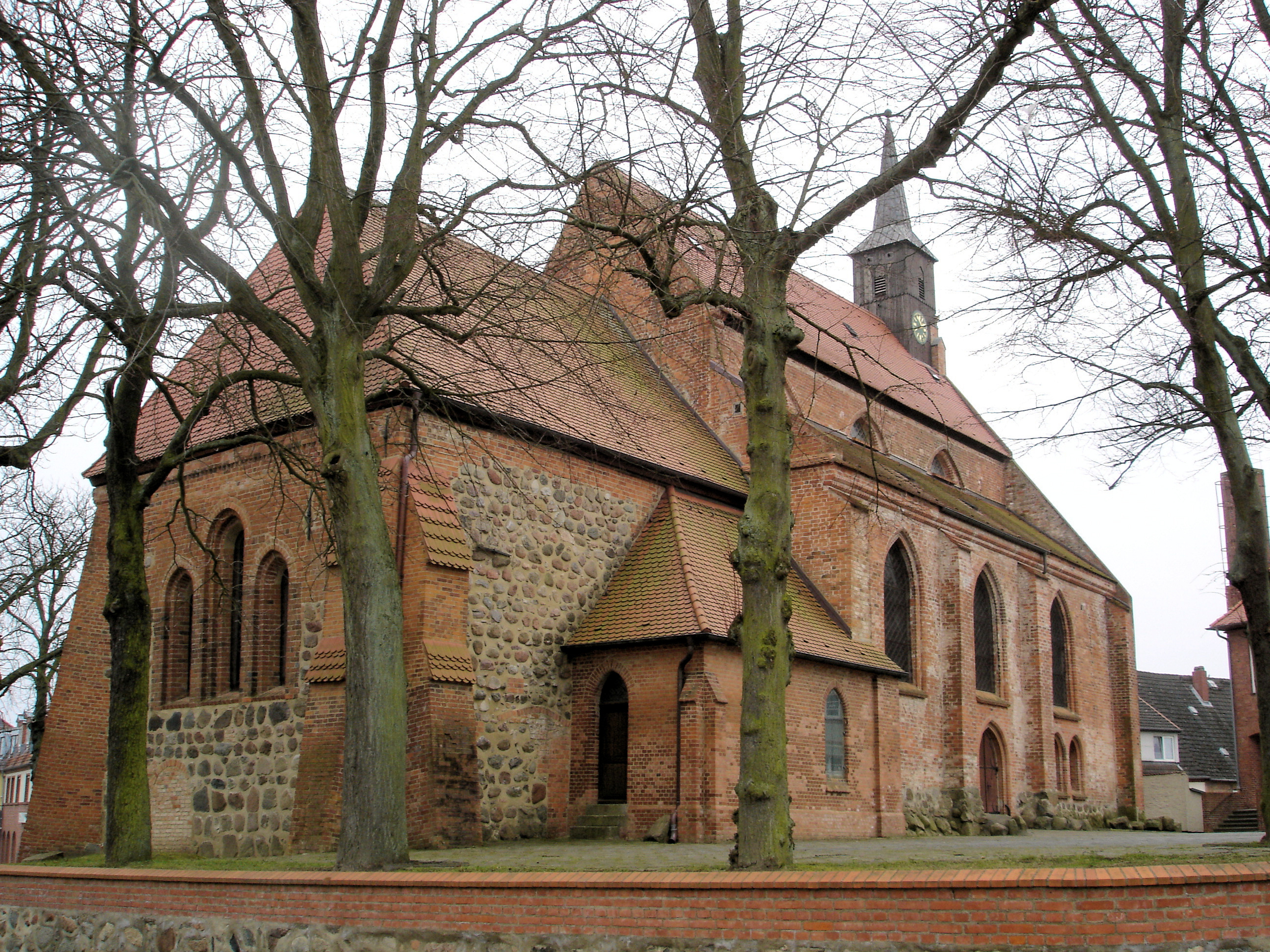
Stadtkirche Tessin

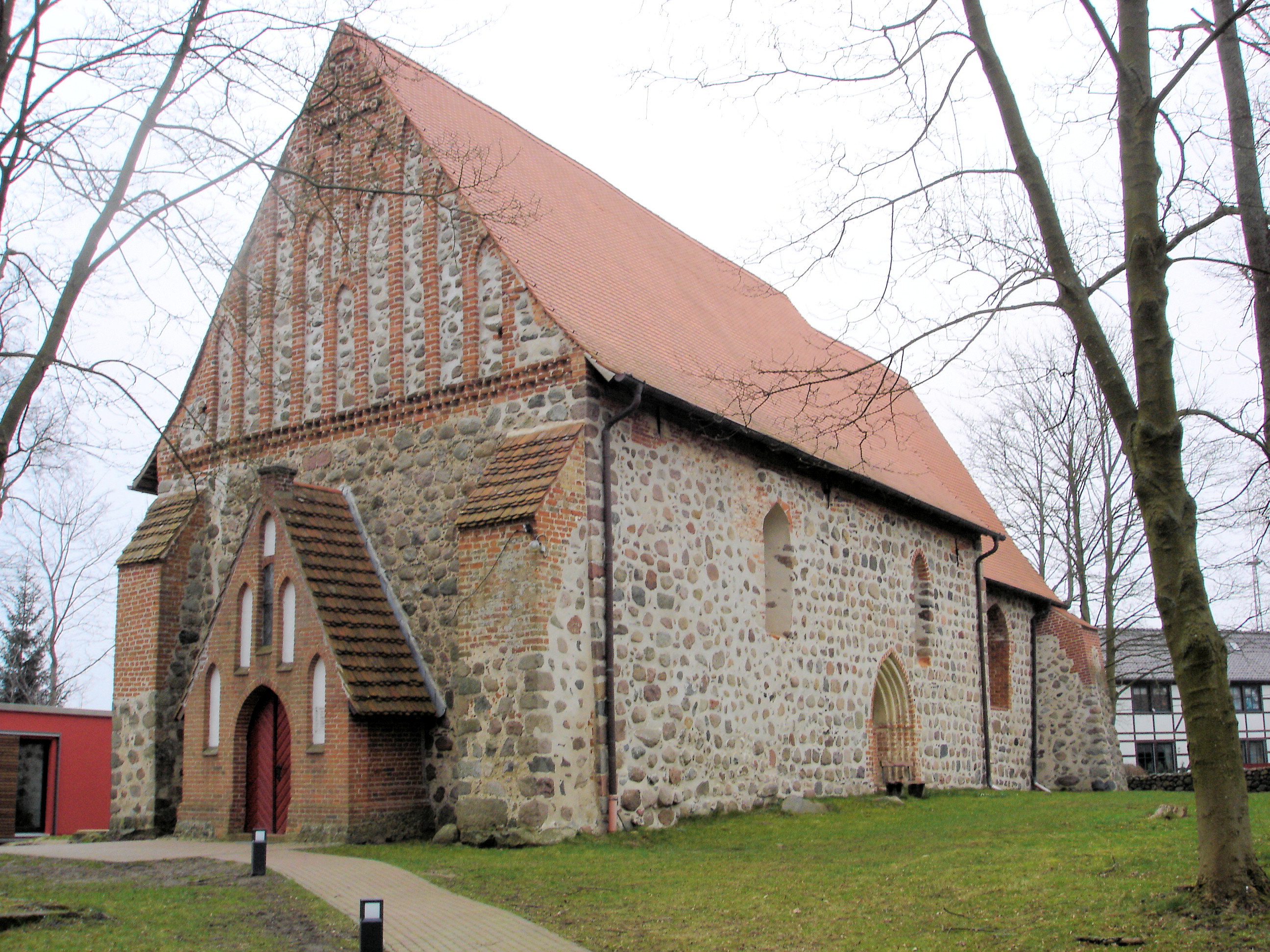
Kirche in Vilz

- Stadtkirche St. Johannis, gotischer Bau aus Backsteinen, Chor um 1343, Langhaus aus der Mitte des 14. Jahrhunderts, Dachturm von 1728, Vorhalle von 1898
- Gedenkkreuz für die Opfer des Zweiten Weltkrieges an der Kirche, am 8. Mai 2005 eingeweiht
- Mühlenhaus am Alten Markt, ältestes Fachwerkhaus der Stadt, 1742 gebaut und 1993 von der Stadt gekauft und saniert. Hier befindet sich ein Trauzimmer, die Heimatstube und das Heimatmuseum. Das Mühlenhaus ist Sitz des Tessiner Heimatvereins.
- Stadtbibliothek im Anbau des Rathauses, dem Bürgerhaus
- Gedenkstein von 1956 in der Bahnhofstraße für die Opfer des Faschismus
- Gedenkstele von 1970 im Hof der Anne-Frank-Schule für das jüdische Mädchen Anne Frank, das 1945 im KZ Bergen-Belsen ums Leben kam, vom Bildhauer Gerhard Rommel

## Infrastruktur
Tessin liegt an der Bundesstraße 110 von Rostock nach Demmin. Die nächstgelegenen Autobahnanschlussstellen sind Sanitz und Tessin an der Ostseeautobahn A 20 zwischen Rostock und dem Kreuz Uckermark.
Der Bahnhof Tessin ist Endpunkt der Bahnstrecke Rostock–Tessin. Er wird von der Regionalbahnlinie RB 11 (Wismar–Rostock–Tessin) im Stundentakt bedient. Mit ihr erreicht man in ca. 30 Minuten den Hauptbahnhof Rostock.
Im See- und Fährhafen Rostock legen Verbindungen über die Ostsee ab. Der Flughafen Rostock-Laage ist ca. 30 km entfernt.
Seit August 2021 fahren Pendelbusse zu verschiedenen Uhrzeiten des Tessiner Busunternehmens J. Schubert vom Bahnhof zum Gewerbegebiet und zurück.

## Persönlichkeiten
- Karl Nerger (1841–1913), Philologe, Gymnasiallehrer und niederdeutscher Sprachforscher
- Ernst Heydemann (1876–1930), 1919–1930 Bürgermeister und Oberbürgermeister von Rostock
- Carl Heydemann (1878–1939) 1924–1936 Oberbürgermeister von Stralsund
- Hans-Hermann Diestel (* 1942), Kapitän, Sachverständiger für Schiffsunfälle und Autor
- Peter Döring (* 1943), Ringer
- Joachim Masuch (* 1950), Fußballfunktionär
- Christa Köhler (* 1951), Wasserspringerin, in Vilz geboren
- Roland Methling (* 1954) 2005–2019 Oberbürgermeister von Rostock
- Sabrina Repp (* 1999), Politikerin